# 飛行人
『飛行人』（ひこうど）とは、TBSで2008年4月から2009年9月27日まで放送されたミニ番組である。日本航空の一社提供である。

## 番組概要
世界一周の旅に出た旅人から送られてくる手紙をナレーションである仲村トオルが朗読をする。
| TBS 日曜日21:54 - 22:00枠 | TBS 日曜日21:54 - 22:00枠  | TBS 日曜日21:54 - 22:00枠  |
| 前番組                    | 番組名                     | 次番組                     |
| ------------------------- | -------------------------- | -------------------------- |
| 夢路                      | 飛行人 （2008.4 - 2009.9） | おひとりさま＆小公女セイラ |

| スタブアイコン | サブスタブ | この項目は、まだ閲覧者の調べものの参照としては役立たない、テレビ番組に関連した書きかけの項目です。この項目を加筆・訂正などしてくださる協力者を求めています（P:テレビ/PJ:放送または配信の番組）。 |